# Noël Aubert de Versé
Noël Aubert de Versé (* 1645 in Le Mans; † 1. Mai 1714 in der Pfarrei Saint-Benoît, Paris) war ein französischer Theologe, dessen Position zwischen einem unitarischem Protestantismus und einem oratorisch geprägten Katholizismus schwankte. Er trat vor allen Dingen als Antispinozist hervor.

## Leben und Werk
De Versé war der älteste Sohn des Anwalts Noél Aubert und dessen Frau Marie (geborene Dugué). Er hatte einen jüngeren Bruder Jean, und zwei Schwestern Renée und Marguerite. Katholisch erzogen studierte er zunächst Medizin in Paris. Nach dem Übertritt zur reformierten Kirche 1662 studierte er Theologie in Sedan und Genf.
Er wurde Pfarrer in Burgund und 1669 als solcher dort abgesetzt. Nachdem er 1670 nach Frankreich und in die römisch-katholische Kirche zurückgekehrt war, floh er aus Angst vor juristischen Verwicklungen in die Niederlande. Ab 1690 wurde er dann endgültig in Frankreich ansässig.
Seine theologischen Werke richten sich vor allen Dingen gegen die reformierte Orthodoxie beispielsweise von Pierre Jurieu. Sie weisen rationalistische Züge auf. Gegen Spinoza lehrte Aubert de Versé die Existenz einer ungeschaffenen Materie. Denn eine aus Gott hervorgegangene Welt kann keine Unvollkommenheiten enthalten.
Zwei seiner Werke wurden durch die römisch-katholische Glaubenskongregation auf den Index gesetzt: L’ Avocat des protestans (erschienen 1686 in Amsterdam, indiziert 1703) und Le Tombeau du socinianisme (erschienen in Frankfurt 1687, indiziert 1712).

## Werke (Auswahl)
- Le Protestant pacifique, ou Traité de la paix de l’Eglise … contre Monsieur Jurieu, par Léon de La Guitonnière (pseudonyme de Noël Aubert de Versé), Amsterdam, G. Taxor, 1684.
- L’impie convaincu, ou Dissertation contre Spinosa. Dans laquelle l'on réfute les fondemens de son atheisme. L’on trouvera dans cét ouvrage non seulement la réfutation des maximes impies de Spinosa, mais aussi celle des principales hypotheses du Cartesianisme, que l’on fait voir être l’origine du Spinosisme. J. Crelle, 1685 (archive.org).
- L’Avocat des protestans, ou Traité du schisme, dans lequel on justifie la separation des Protestans d’avec l’Eglise romaine, contre les objections des sieurs Nicole, Brueys & Ferrand. Par le sieur A.D.V. Pierre Mortier, Paris 1686 (archive.org).
- Traité de la liberté de la conscience, ou de l’autorité des souverains dur la religion des peuples opposé aux maximes impies de Hobbes et de Spinosa adoptée par le sier Jurieu. 1687.
- L’Anti-socinien ou Nouvelle apologie de la foi catholique, contre les calvinistes, &c. C. Mazuel, 1692 (archive.org).
- La Clef de l’Apocalypse, ou Histoire de l’état de l’Église chrétienne sous la IV. monarchie. 2 Bände, Veuve D. Horthemels, Paris 1703.